# حلبة بولا
حلبة بولا هو مدرج روماني يقع في مدينة بولا، كرواتيا. تم بنائه في الفترة من 27 ق.م حتى 68 بعد الميلاد.